# Korkulu sausgultne un pazemes upe
Korkulu sausgultne un pazemes upe este o arie protejată (arie specială de conservare — SAC, sit de importanță comunitară — SCI, arie de protecție specială avifaunistică — SPA) din Letonia întinsă pe o suprafață de 22,41 ha, integral pe uscat.

## Localizare
Centrul sitului Korkulu sausgultne un pazemes upe este situat la coordonatele 56°34′10″N 25°14′28″E / 56.5695°N 25.2412°E.

## Înființare
Situl Korkulu sausgultne un pazemes upe a fost declarat arie de protecție specială avifaunistică în decembrie 2002 pentru a proteja un număr necunoscut de specii din flora spontană și fauna sălbatică aflate în arealul zonei. Alte tipuri de protecție:
- sit de importanță comunitară (în mai 2004)
- arie specială de conservare (în mai 2004)[1][3][4]

## Biodiversitate
Situată în ecoregiunea boreală, aria protejată conține 4 habitate naturale: Cursuri de apă de la nivel de câmpie la nivel montan, cu vegetație Ranunculion fluitantis și Callitricho-Batrachion, Pajiști aluvionare boreale nordice, Pante stâncoase calcaroase cu vegetație casmofită, Păduri pe pante, grohotișuri și ravene de Tilio-Acerion.
La baza desemnării sitului se află un număr nedeclarat de specii protejate.